# Conrad von Kleist
Graf Conrad Adolph von Kleist (* 4. April 1839 in Tzschernowitz, Landkreis Guben; † 23. September 1900 in Schmenzin) war Rittergutsbesitzer und Mitglied des Deutschen Reichstags.

## Leben

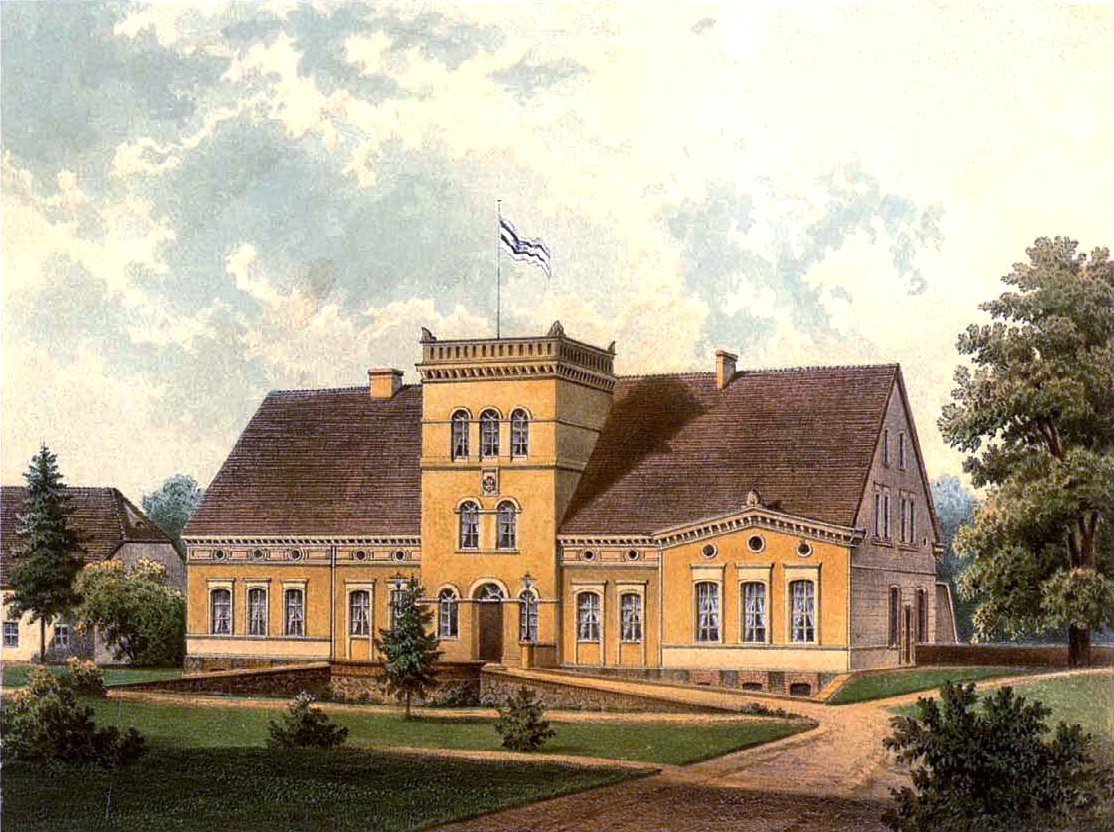
Herrenhaus Schmenzin, 1855–1857 von Theodor von Kleist erbaut

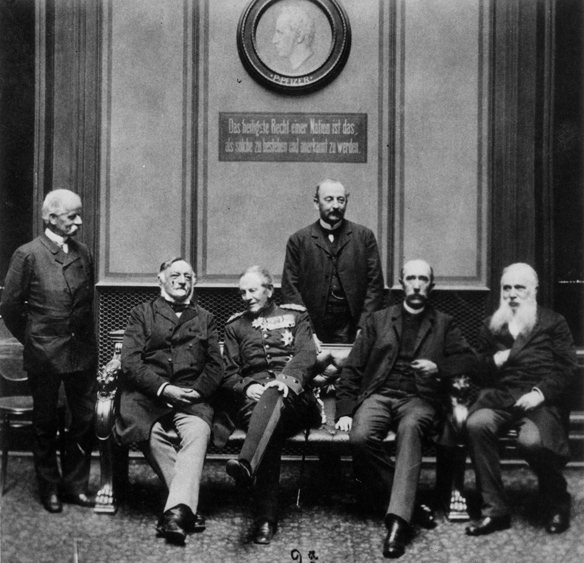
Mitglieder der Reichstagsfraktion der Deutschkonservativen Partei im Jahr 1889 (von links nach rechts): Rudolph Wichmann, Otto von Seydewitz, Helmuth von Moltke, Graf Konrad von Kleist-Schmenzin, Otto von Helldorff, Karl Gustav Ackermann.

Conrad war der Sohn von Wilhelm Bogislaff von Kleist und wurde auf dem elterlichen Gut unterrichtet. Er bestand die Maturitätsprüfung am Joachimsthaler Gymnasium in Berlin und studierte dort Rechtswissenschaften. Mehrere Jahre lebte er auf Groß-Autz und Sirmeln in Kurland, die er 1858 geerbt hatte. Als Voraussetzung hierfür musste er ein russischer Graf werden. 1861 heiratete er Elisabeth, geb. Gräfin von Medem, mit der er einen Sohn und drei Töchter hatte u. a.:
- Wilhelm (1862–1907) ⚭ 1903 Erica Pockrandt (1878–1920)
- Elisabeth (* 1863) ⚭ 1884 Hermann von Kleist († 1913)

1867 kaufte er das Rittergut Schmenzin in Hinterpommern von Theodor von Kleist, übersiedelte dorthin und verkaufte 1870 die kurländischen Güter. 1879 wurde er Johanniter-Ritter. Er war Mitglied des Bezirksrats im Regierungsbezirk Köslin und von 1889 bis 1892 im Preußischen Abgeordnetenhaus. In den Jahren 1874 bis 1893 war er Mitglied des Deutschen Reichstags für den Wahlkreis Regierungsbezirk Köslin 4 (Belgard, Schivelbein, Dramburg) und die Konservative Partei. Im Jahre 1894 wurde er auf Präsentation des alten und des befestigten Grundbesitzes im Landschaftsbezirk Herzogtum Kassuben Mitglied des Preußischen Herrenhauses, dem er bis zu seinem Tod angehörte.